# Hokuspokus oder: Wie lasse ich meinen Mann verschwinden…?
Hokuspokus oder: Wie lasse ich meinen Mann verschwinden…? ist ein deutscher Film aus dem Jahr 1966 und die dritte Verfilmung des gleichnamigen Bühnenstückes von Curt Goetz.

## Handlung
Agda Kjerulf wird angeklagt, ihren Ehemann, den erfolglosen Maler Hilmar Kjerulf, als Nichtschwimmer bei einem gemeinsamen Bootsausflug ins Wasser gestoßen zu haben. Dessen Werke ließen sich nun angesichts des Skandals bestens verkaufen. Der mysteriöse Peer Bille warnt den Gerichtspräsidenten, dass seine Ermordung geplant sei, und zeigt in der Nacht vor dem Prozess anhand von Indizien auf, dass der vom Präsidenten zur Unterstützung herbeigeholte Kriminalist Graham ihn ermorden wolle. Dann legt er dem Präsidenten nahe, Agda Kjerulf nicht anhand von Indizien zu verurteilen, da er die Hinweise für die Ermordung durch Graham mit simplen Taschenspielertricks vorgetäuscht habe, die er aus seiner Zeit als Zirkusartist, Kunstschütze, Zauberer, Schnellmaler und Entfesslungskünstler kannte.
Nachdem Agda Kjerulfs Anwalt sein Mandat niedergelegt hat, springt Bille, der auch Jurastudent war, als sprachgewandter, umtriebiger und überaus geistreicher Verteidiger ein. Nach der Zeugenvernehmung fordert der Staatsanwalt aufgrund einer Indizienkette die Höchststrafe für Mord für die Witwe. Schließlich nimmt der Prozess eine ungeahnte Wendung als Mr. Graham als Beweisstück ein Bild aus dem Hause des Richters vorführen lässt.
Es stellt sich heraus, dass es sich bei Bille um den vermeintlich toten Hilmar Kjerulf handelt. Die Ehefrau des gefundenen Toten identifiziert ihren Mann, der alkoholisiert ertrunken war. Der Erfolg von Hilmar Kjerulf bleibt bestehen.

## Hintergrund
1930 wurde das Stück zum ersten Mal unter der Regie von Gustav Ucicky mit Lilian Harvey und Willy Fritsch in den Hauptrollen verfilmt. Zudem inszenierte Ucicky zeitgleich mit demselben Stab und einem Teil des Ensembles (u. a. wieder Lilian Harvey) eine zweite, englischsprachige Verfilmung, in der Laurence Olivier den Part von Willy Fritsch übernommen hatte.
1953 inszenierte Regisseur Kurt Hoffmann die zweite Verfilmung des Stückes, für die Curt Goetz und seine Ehefrau Valérie von Martens die Hauptrollen übernahmen und Goetz zusätzlich das Drehbuch nach seiner eigenen Vorlage verfasste.
1965 verfilmte Hoffmann das Stück ein weiteres Mal; diesmal mit Heinz Rühmann und Liselotte Pulver in den Hauptrollen, mit denen er zusammen bereits ein Jahr zuvor eine andere Curt-Goetz-Neuverfilmung (Dr. med. Hiob Prätorius) inszeniert hatte. Bei der Neuverfilmung übernahm der Schauspieler und Kabarettist Joachim Teege die gleiche Rolle, die er unter Hoffmann bereits 1953 gespielt hatte: den Zeugen Munio Eunano. Die Kulisse ist betont wirklichkeitsfremd, theaterartig und übersteigert.
Gedreht wurde vom 11. November bis zum 17. Dezember 1965 im CCC-Atelier Berlin-Spandau. Die Uraufführung des Films war am 3. März 1966 in Hamburg (Barke).

## Kritiken
- Lexikon des internationalen Films: „Wiederverfilmung des geschliffenen Dialogkunstspiels von Curt Goetz, jetzt modisch ausstaffiert als kabarettistische Farce mit mehr affektiertem als geistreichem Witz und mit Rühmann/Pulver publikumsmäßig besetzt“.[2]

- Evangelischer Filmbeobachter (Kritik Nr. 77/1966): „Bunte und völlig unverbindliche Neuverfilmung des gleichnamigen Stückes von Curt Goetz, in dem eine attraktive Frau des Gattenmordes beschuldigt wird. Trotz Staraufgebot und Modernisierungsversuch überwindet der Film den schmerzlichen Zwiespalt zwischen Vorlage und klischeehafter Interpretation nicht.“

## Auszeichnungen
- 1966 Filmband in Gold für Otto Pischinger (Bau und Ausstattung)